# Forest Park (Illinois)
Pour les articles homonymes, voir Forest Park.
Forest Park est un village situé dans le comté de Cook en proche banlieue de Chicago, dans l'État de l'Illinois aux États-Unis.

## Économie
Une usine de fabrication de torpilles, la Naval Ordnance Plant Forest Park, renommée en 1966 Naval Ordnance Station Forest Park, y est en activité de 1942 à 1971.

## Personnalités liées à la localité
- Bella Squire (1870- 1939), suffragette américaine et cofondatrice de l'Alpha Suffrage Club, est enterrée à Forest Park.